# 34708 Grasset
34708 Grasset este un asteroid din centura principală de asteroizi.

## Descriere
34708 Grasset este un asteroid din centura principală de asteroizi. A fost descoperit pe 29 iulie 2001 la Observatorul Palomar în cadrul programului NEAT. Asteroidul prezintă o orbită caracterizată de o semiaxă mare de 2,42 ua, o excentricitate de 0,24 și o înclinație de 22,7° în raport cu ecliptica.